# Снонг Чіяйонг
Снонг Чіяйонг, за іншим прочитанням Самруай Чаїйонг (тай. สำรวย ไชยยงค์, нар. 12 лютого 1933, Нонгкхай) — таїландський футболіст, що грав на позиції півзахисника. Відомий за виступами в складі олімпійської збірної Таїланду на літніх Олімпійських іграх 1956 року та літніх Олімпійських іграх 1968 року.

## Кар'єра футболіста
Снонг Чіяйонг на клубному рівні грав у складі таїландських команд Королівського педагогічного коледжу та «Бангкок Банк». У 1956 році він грав у складі олімпійської збірної Таїланду на літніх Олімпійських іграх 1956 року, що стало дебютом для таїландської збірної на міжнародних змаганнях найвищого рівня. На Олімпіаді в Мельбурні Чіяйонг зіграв у єдиному матчі тайської збірної проти збірної Великої Британії. У 1968 році він грав у складі олімпійської збірної Таїланду на літніх Олімпійських іграх 1968 року, де зіграв у одному матчі групового турніру проти збірної Гватемали. Дані про подальшу футбольну кар'єру та життя поза футболом Снонга Чіяйонга відсутні.